# Jamésie

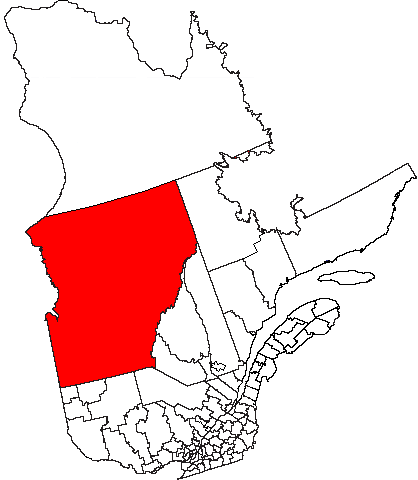
Il territorio del Jamésie in Québec.

Il territorio denominato Jamésie si trova in Canada ed in particolare nella provincia del Québec. Esso copre un'area vasta 283.955 km² situata a sud del 55º parallelo, a nord del quale invece si estende l'area del Nunavik. Le due aree compongono globalmente la regione del Nord-du-Québec.
Dal punto di vista amministrativo, l'area è classificata come territorio equivalente (TE).

## Idrografia
All'interno del territorio è presente il lago Troilus.